# مونتگای
مونتگای (به اسپانیایی: Mongay) یک منطقهٔ مسکونی در اسپانیا است که در نوگورا واقع شده‌است. مونتگای ۲۸٫۹ کیلومتر مربع مساحت دارد ۲۸۶ متر بالاتر از سطح دریا واقع شده‌است.